# Henry W. Gould

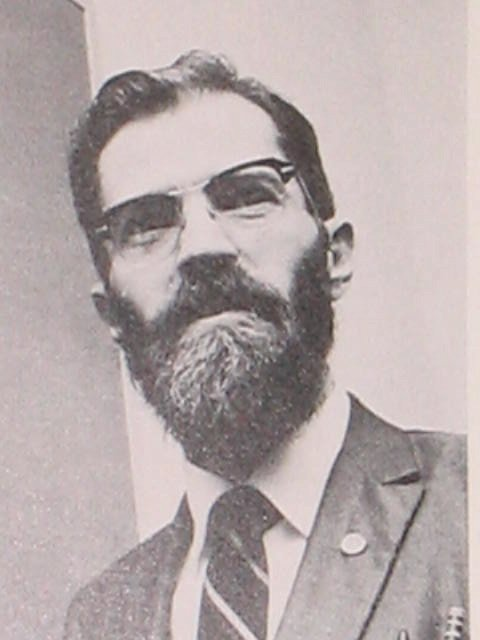
Henry W. Gould

Henry Wadsworth Gould (* 26. August 1928 in Portsmouth, Virginia) ist ein US-amerikanischer Mathematiker, der sich vor allem  mit Kombinatorik befasst. Er war Hochschullehrer an der West Virginia University.
Henry Gould studierte an der University of Virginia mit dem Bachelor-Abschluss 1954 und dem Master-Abschluss 1956. 1957/58 war er Assistent von Alfred Brauer an der University of North Carolina in Chapel Hill. Er wurde 1958 Instructor und 1969 Professor an der West Virginia University.
Er befasste sich mit Kombinatorik (u. a. Binomialkoeffizienten), speziellen Funktionen der mathematischen Physik und Dirichletreihen. Nach ihm ist die Gouldsche Folge benannt.
Von 1967 bis 1970 war er Lecturer der Mathematical Association of America und von 1974 bis 1976 von SIAM. Er ist Fellow der American Association for the Advancement of Science und des Institute of Combinatorics and its Applications.
Gould war Mitherausgeber des Fibonacci Quarterly.

## Schriften
- Combinatorial Identities, A Standardized Set of Tables Listing 500 Binomial Coefficient Summations, Morgantown, Virginia 1972